# Субтропический пояс высокого давления
Субтропический пояс высокого давления, или субтропический хребет — полоса высокого атмосферного давления, охватывающая Землю на широте около 30 градусов как северной (30 ° N), так и южной (30 ° S) широты. Субтропический хребет характеризуется штилями, которые из-за стабильности атмосферы приводят к образованию тумана ночью и дымки днём. Эта полоса является частью глобальных процессов циркуляции атмосферы Земли. Здесь воздух опускается вниз и растекается в более высокие и низкие широты обоих полушарий, образуя пассаты с одной стороны и западные ветры умеренного пояса с другой. 
Расположение субтропического хребта не постоянное, он движется к полюсам летом, достигая высоких широт в начале осени, а в течение холодного сезона возвращается ближе к экватору. На расположение субтропического хребта также влияет Эль-Ниньо, что сдвигает его ближе к экватору, и Ла-Нинья, что сдвигает его к полюсам. Расположение субтропического хребта и его сила в наше время влияют на образование тропических циклонов на его границе и на силу муссонов. 
Широты, в рамках которых обычно движется субтропический хребет, известны как конские широты.